# Natschbach-Loipersbach
Natschbach-Loipersbach – gmina w Austrii, w kraju związkowym Dolna Austria, w powiecie Neunkirchen. Liczy 1 727 mieszkańców (1 stycznia 2014).